# Campionato europeo maschile di pallacanestro 1963
Il 13º Campionato Europeo Maschile di Pallacanestro FIBA (noto anche come FIBA EuroBasket 1963) si è tenuto dal 4 al 13 ottobre 1963 a Breslavia in Polonia.
I Campionati europei maschili di pallacanestro sono una manifestazione biennale tra le squadre nazionali organizzata dalla FIBA Europe.

## Partecipanti
Partecipano sedici nazionali divise in due gruppi da otto squadre.
| Gruppo A                                                                               | Gruppo B                                                                                              |
| -------------------------------------------------------------------------------------- | --- |
| - Belgio - Bulgaria - Israele - Italia - Jugoslavia - Paesi Bassi - Turchia - Ungheria | - Germania Est - Finlandia - Francia - Polonia - Romania - Unione Sovietica - Spagna - Cecoslovacchia |

## Prima fase
La vincente di ogni gara si aggiudica due punti, la perdente uno. Le prime due accedono alle semifinali, la terza e la quarta alle semifinali per i posti dal quinto all'ottavo, la quinta e la sesta a quelle per i posti dal nono al dodicesimo e le ultime due si disputano i posti dal tredicesimo al sedicesimo.

### Gruppo A
| Gara | Team 1      | Team 2      | 1.T.  | 2.T.  | Supp.     | Finale |
| ---- | ----------- | ----------- | ----- | ----- | --------- | ------ |
| A1   | Jugoslavia  | Paesi Bassi | 48:33 | 59:29 | –         | 107:62 |
| A2   | Bulgaria    | Israele     | 37:30 | 42:28 | –         | 79:58  |
| A3   | Ungheria    | Italia      | 29:25 | 26:30 | 7:7, 9:12 | 71:74  |
| A4   | Belgio      | Turchia     | 31:31 | 40:21 | –         | 71:52  |
| A5   | Paesi Bassi | Italia      | 23:47 | 37:26 | –         | 60:73  |
| A6   | Bulgaria    | Turchia     | 34:25 | 37:27 | –         | 71:52  |
| A7   | Ungheria    | Belgio      | 33:34 | 38:35 | –         | 71:69  |
| A8   | Jugoslavia  | Israele     | 44:31 | 36:42 | –         | 80:73  |
| A9   | Paesi Bassi | Belgio      | 35:33 | 36:44 | –         | 71:77  |
| A10  | Israele     | Turchia     | 30:32 | 34:23 | –         | 64:55  |
| A11  | Bulgaria    | Ungheria    | 26:33 | 29:31 | –         | 55:64  |
| A12  | Jugoslavia  | Italia      | 37:32 | 34:37 | –         | 71:69  |
| A13  | Jugoslavia  | Turchia     | 50:33 | 47:34 | –         | 97:67  |
| A14  | Italia      | Belgio      | 39:46 | 36:30 | –         | 75:76  |
| A15  | Paesi Bassi | Bulgaria    | 32:46 | 39:53 | –         | 71:99  |
| A16  | Israele     | Ungheria    | 38:35 | 35:45 | –         | 73:80  |
| A17  | Turchia     | Ungheria    | 26:21 | 16:29 | –         | 42:50  |
| A18  | Israele     | Paesi Bassi | 26:26 | 44:29 | –         | 70:55  |
| A19  | Italia      | Bulgaria    | 22:33 | 29:26 | –         | 51:59  |
| A20  | Jugoslavia  | Belgio      | 48:37 | 47:25 | –         | 95:62  |
| A21  | Belgio      | Bulgaria    | 37:37 | 35:43 | –         | 72:80  |
| A22  | Turchia     | Paesi Bassi | 38:31 | 34:43 | –         | 72:74  |
| A23  | Italia      | Israele     | 28:28 | 35:29 | –         | 63:57  |
| A24  | Jugoslavia  | Ungheria    | 44:35 | 38:38 | –         | 82:73  |
| A25  | Ungheria    | Paesi Bassi | 48:33 | 42:27 | –         | 90:60  |
| A26  | Turchia     | Italia      | 37:34 | 28:38 | –         | 65:72  |
| A27  | Belgio      | Israele     | 50:35 | 43:33 | –         | 93:68  |
| A28  | Jugoslavia  | Bulgaria    | 36:23 | 40:43 | –         | 76:66  |

### Gruppo B
| Gara | Team 1           | Team 2         | 1.T.  | 2.T.  | Supp. | Finale |
| ---- | ---------------- | -------------- | ----- | ----- | ----- | ------ |
| B1   | Francia          | Germania Est   | 24:35 | 25:28 | –     | 49:63  |
| B2   | Unione Sovietica | Finlandia      | 38:23 | 37:30 | –     | 75:53  |
| B3   | Spagna           | Polonia        | 25:44 | 51:35 | –     | 76:79  |
| B4   | Cecoslovacchia   | Romania        | 26:24 | 29:32 | –     | 55:56  |
| B5   | Francia          | Cecoslovacchia | 33:41 | 39:38 | –     | 72:79  |
| B6   | Spagna           | Romania        | 34:44 | 41:26 | –     | 75:70  |
| B7   | Finlandia        | Germania Est   | 26:33 | 24:40 | –     | 50:73  |
| B8   | Unione Sovietica | Polonia        | 30:20 | 34:34 | –     | 64:54  |
| B9   | Finlandia        | Cecoslovacchia | 20:33 | 25:45 | –     | 45:78  |
| B10  | Unione Sovietica | Germania Est   | 30:23 | 46:29 | –     | 76:52  |
| B11  | Polonia          | Romania        | 30:34 | 34:26 | –     | 64:60  |
| B12  | Spagna           | Francia        | 47:39 | 39:31 | –     | 86:70  |
| B13  | Finlandia        | Spagna         | 43:44 | 40:35 | –     | 83:79  |
| B14  | Germania Est     | Cecoslovacchia | 38:34 | 23:28 | –     | 61:62  |
| B15  | Polonia          | Francia        | 46:35 | 52:30 | –     | 98:65  |
| B16  | Unione Sovietica | Romania        | 36:28 | 28:26 | –     | 64:54  |
| B17  | Germania Est     | Spagna         | 37:43 | 54:42 | –     | 91:85  |
| B18  | Romania          | Francia        | 35:34 | 24:17 | –     | 59:51  |
| B19  | Polonia          | Finlandia      | 32:30 | 36:24 | –     | 68:54  |
| B20  | Unione Sovietica | Cecoslovacchia | 49:25 | 47:31 | –     | 96:56  |
| B21  | Germania Est     | Polonia        | 23:47 | 39:46 | –     | 62:93  |
| B22  | Romania          | Finlandia      | 28:23 | 41:32 | –     | 69:55  |
| B23  | Cecoslovacchia   | Spagna         | 43:59 | 33:39 | –     | 76:98  |
| B24  | Unione Sovietica | Francia        | 42:34 | 35:25 | –     | 77:59  |
| B25  | Romania          | Germania Est   | 27:36 | 27:30 | –     | 54:66  |
| B26  | Francia          | Finlandia      | 26:25 | 35:34 | –     | 61:59  |
| B27  | Cecoslovacchia   | Polonia        | 33:40 | 40:46 | –     | 73:86  |
| B28  | Unione Sovietica | Spagna         | 49:29 | 57:35 | –     | 106:64 |

## Fase Finale

### Torneo primo posto
|  | Semifinali       | Semifinali       | Semifinali       |                  |         | Primo posto | Primo posto | Primo posto |  |
|  |                  |                  |                  |                  |         |             |             |             |  |
|  | Jugoslavia       | Jugoslavia       | 72               |                  |         |             |             |             |  |
|  | Jugoslavia       | Jugoslavia       | 72               |                  |         |             |             |             |  |
|  | Polonia          | Polonia          | 83               |                  |         |             |             |             |  |
|  | Polonia          | Polonia          | 83               |                  | Polonia | Polonia     | 45          |             |  |
|  |                  |                  |                  |                  | Polonia | Polonia     | 45          |             |  |
|  |                  |                  | Unione Sovietica | Unione Sovietica | 61      |             |             |             |  |
|  | Unione Sovietica | Unione Sovietica | Unione Sovietica | Unione Sovietica | 61      | 89          |             |             |  |
|  | Unione Sovietica | Unione Sovietica |                  |                  |         | 89          |             |             |  |
|  | Ungheria         | Ungheria         | 51               |                  |         | Terzo Posto | Terzo Posto | Terzo Posto |  |
|  | Ungheria         | Ungheria         | 51               |                  |         |             |             |             |  |
|  |                  |                  |                  |                  |         |             |             |             |  |
|  |                  |                  |                  |                  |         | Jugoslavia  | Jugoslavia  | 89          |  |
|  |                  |                  |                  |                  |         | Jugoslavia  | Jugoslavia  | 89          |  |
|  |                  |                  |                  |                  |         | Ungheria    | Ungheria    | 61          |  |

### Torneo quinto posto
|  | Semifinali   | Semifinali   | Semifinali |          |              | Quinto posto  | Quinto posto  | Quinto posto  |  |
|  |              |              |            |          |              |               |               |               |  |
|  | Bulgaria     | Bulgaria     | 102        |          |              |               |               |               |  |
|  | Bulgaria     | Bulgaria     | 102        |          |              |               |               |               |  |
|  | Spagna       | Spagna       | 70         |          |              |               |               |               |  |
|  | Spagna       | Spagna       | 70         |          | Germania Est | Germania Est  | 62            |               |  |
|  |              |              |            |          | Germania Est | Germania Est  | 62            |               |  |
|  |              |              | Bulgaria   | Bulgaria | 77           |               |               |               |  |
|  | Germania Est | Germania Est | Bulgaria   | Bulgaria | 77           | 81            |               |               |  |
|  | Germania Est | Germania Est |            |          |              | 81            |               |               |  |
|  | Belgio       | Belgio       | 53         |          |              | Settimo Posto | Settimo Posto | Settimo Posto |  |
|  | Belgio       | Belgio       | 53         |          |              |               |               |               |  |
|  |              |              |            |          |              |               |               |               |  |
|  |              |              |            |          |              | Belgio        | Belgio        | 83            |  |
|  |              |              |            |          |              | Belgio        | Belgio        | 83            |  |
|  |              |              |            |          |              | Spagna        | Spagna        | 86            |  |

### Torneo nono posto
|  | Semifinali     | Semifinali     | Semifinali |         |                | Nono posto       | Nono posto       | Nono posto       |  |
|  |                |                |            |         |                |                  |                  |                  |  |
|  | Italia         | Italia         | 66         |         |                |                  |                  |                  |  |
|  | Italia         | Italia         | 66         |         |                |                  |                  |                  |  |
|  | Cecoslovacchia | Cecoslovacchia | 70         |         |                |                  |                  |                  |  |
|  | Cecoslovacchia | Cecoslovacchia | 70         |         | Cecoslovacchia | Cecoslovacchia   | 58               |                  |  |
|  |                |                |            |         | Cecoslovacchia | Cecoslovacchia   | 58               |                  |  |
|  |                |                | Israele    | Israele | 60             |                  |                  |                  |  |
|  | Romania        | Romania        | Israele    | Israele | 60             | 47               |                  |                  |  |
|  | Romania        | Romania        |            |         |                | 47               |                  |                  |  |
|  | Israele        | Israele        | 57         |         |                | Undicesimo Posto | Undicesimo Posto | Undicesimo Posto |  |
|  | Israele        | Israele        | 57         |         |                |                  |                  |                  |  |
|  |                |                |            |         |                |                  |                  |                  |  |
|  |                |                |            |         |                | Italia           | Italia           | 66               |  |
|  |                |                |            |         |                | Italia           | Italia           | 66               |  |
|  |                |                |            |         |                | Romania          | Romania          | 85               |  |

### Torneo tredicesimo posto
|  | Semifinali  | Semifinali  | Semifinali |           |         | Tredicesimo posto  | Tredicesimo posto  | Tredicesimo posto  |  |
|  |             |             |            |           |         |                    |                    |                    |  |
|  | Paesi Bassi | Paesi Bassi | 58         |           |         |                    |                    |                    |  |
|  | Paesi Bassi | Paesi Bassi | 58         |           |         |                    |                    |                    |  |
|  | Finlandia   | Finlandia   | 71         |           |         |                    |                    |                    |  |
|  | Finlandia   | Finlandia   | 71         |           | Francia | Francia            | 60                 |                    |  |
|  |             |             |            |           | Francia | Francia            | 60                 |                    |  |
|  |             |             | Finlandia  | Finlandia | 50      |                    |                    |                    |  |
|  | Francia     | Francia     | Finlandia  | Finlandia | 50      | 80                 |                    |                    |  |
|  | Francia     | Francia     |            |           |         | 80                 |                    |                    |  |
|  | Turchia     | Turchia     | 63         |           |         | Quindicesimo Posto | Quindicesimo Posto | Quindicesimo Posto |  |
|  | Turchia     | Turchia     | 63         |           |         |                    |                    |                    |  |
|  |             |             |            |           |         |                    |                    |                    |  |
|  |             |             |            |           |         | Turchia            | Turchia            | 64                 |  |
|  |             |             |            |           |         | Turchia            | Turchia            | 64                 |  |
|  |             |             |            |           |         | Paesi Bassi        | Paesi Bassi        | 62                 |  |

## Semifinali
- 13º-15º posto

| Gara | Team 1      | Team 2    | 1.T.  | 2.T.  | Supp. | Finale |
| ---- | ----------- | --------- | ----- | ----- | ----- | ------ |
| 57   | Paesi Bassi | Finlandia | 32:35 | 26:36 | –     | 58:71  |
| 58   | Francia     | Turchia   | 37:26 | 43:37 | –     | 80:63  |

- 9º-12º posto

| Gara | Team 1  | Team 2         | 1.T.  | 2.T.  | Supp. | Finale |
| ---- | ------- | -------------- | ----- | ----- | ----- | ------ |
| 59   | Italia  | Cecoslovacchia | 29:43 | 37:27 | –     | 66:70  |
| 60   | Romania | Israele        | 23:34 | 24:23 | –     | 47:57  |

- 5º-8º posto

| Gara | Team 1       | Team 2 | 1.T.  | 2.T.  | Supp. | Finale |
| ---- | ------------ | ------ | ----- | ----- | ----- | ------ |
| 61   | Bulgaria     | Spagna | 51:31 | 51:39 | –     | 102:70 |
| 62   | Germania Est | Belgio | 41:22 | 40:31 | –     | 81:53  |

- 1º-4º posto

| Gara | Team 1           | Team 2   | 1.T.  | 2.T.  | Supp. | Finale |
| ---- | ---------------- | -------- | ----- | ----- | ----- | ------ |
| 63   | Jugoslavia       | Polonia  | 40:47 | 32:36 | –     | 72:83  |
| 64   | Unione Sovietica | Ungheria | 38:27 | 51:24 | –     | 89:51  |

## Finali
- 15º posto

| Gara | Team 1  | Team 2      | 1.T.  | 2.T.  | Supp. | Finale |
| ---- | ------- | ----------- | ----- | ----- | ----- | ------ |
| 65   | Turchia | Paesi Bassi | 34:32 | 30:30 | –     | 64:62  |

- 13º posto

| Gara | Team 1  | Team 2    | 1.T.  | 2.T.  | Supp. | Finale |
| ---- | ------- | --------- | ----- | ----- | ----- | ------ |
| 66   | Francia | Finlandia | 26:30 | 34:20 | –     | 60:50  |

- 11º posto

| Gara | Team 1 | Team 2  | 1.T.  | 2.T.  | Supp. | Finale |
| ---- | ------ | ------- | ----- | ----- | ----- | ------ |
| 67   | Italia | Romania | 30:34 | 36:51 | –     | 66:85  |

- 9º posto

| Gara | Team 1         | Team 2  | 1.T.  | 2.T.  | Supp. | Finale |
| ---- | -------------- | ------- | ----- | ----- | ----- | ------ |
| 68   | Cecoslovacchia | Israele | 29:29 | 29:31 | –     | 58:60  |

- 7º posto

| Gara | Team 1 | Team 2 | 1.T.  | 2.T.  | Supp. | Finale |
| ---- | ------ | ------ | ----- | ----- | ----- | ------ |
| 69   | Belgio | Spagna | 35:47 | 48:39 | –     | 83:86  |

- 5º posto

| Gara | Team 1       | Team 2   | 1.T.  | 2.T.  | Supp. | Finale |
| ---- | ------------ | -------- | ----- | ----- | ----- | ------ |
| 70   | Germania Est | Bulgaria | 29:40 | 33:37 | –     | 62:77  |

'3º posto
| Gara | Team 1     | Team 2   | 1.T.  | 2.T.  | Supp. | Finale |
| ---- | ---------- | -------- | ----- | ----- | ----- | ------ |
| 71   | Jugoslavia | Ungheria | 38:39 | 51:22 | –     | 89:61  |

- 1º posto

| Gara | Team 1  | Team 2           | 1.T.  | 2.T.  | Supp. | Finale |
| ---- | ------- | ---------------- | ----- | ----- | ----- | ------ |
| 72   | Polonia | Unione Sovietica | 18:37 | 27:24 | –     | 45:61  |

## Classifica Finale
| Campione d'Europa | Campione d'Europa | Campione d'Europa |
| --- | ----------------- | --- |
| Unione Sovietica4 Minashvili, 5 Kalniņš, 6 Alačačjan, 7 Travin, 8 Hladun, 9 Krūmiņš, 10 Jurgensons, 11 Chrynin, 12 Petrov, 13 Vol'nov, 14 Lipso, 15 Lepmets, All. Aleksandr Gomel'skij |                   | |
| Argento | Polonia           | Polonia4 Wichowski, 5 Pstrokoński, 6 Arent, 7 Langiewicz, 8 Olejniczak, 9 Sitkowski, 10 Piskun, 11 Likszo, 12 Łopatka, 13 Frelkiewicz, 14 Nartowski, 15 Dregier, All. Witold Zagórski |
| Bronzo | Jugoslavia        | Jugoslavia4 Gordić, 5 Korać, 6 Logar, 7 Bojović, 8 Bassin, 9 Ražnatović, 10 Daneu, 11 Petričević, 12 Rajković, 13 Kasun, 14 Đurić, 15 M. Nikolić, All. Aza Nikolić                    |
| 4. | Ungheria          | Ungheria4 Boháty, 5 Gabányi, 6 Pólik, 7 Vajdovics, 8 Greminger, 9 Prieszol, 10 Glatz, 11 Simon, 12 Bencze, 13 Kangyal, 14 Temesvári, 15 Koczka, All. Tibor Zsíros                     |
| 5. | Bulgaria          | Bulgaria4 Filipov, 5 Mirčev, 6 Radev, 7 Kănev, 8 Dimov, 9 G. Panov, 10 Donev, 11 Savov, 12 L. Panov, 13 Atanasov, 14 Pejčinski, 15 Kamenarov, All. Kiril Hajtov                       |
| 6. | Germania Est      | Germania Est4 Pleitz, 5 Straube, 6 Kulik, 7 Danzke, 8 Sauerbier, 9 Flau, 10 Ribitzki, 11 H. Uhlig, 12 V. Uhlig, 13 Schulze, 14 Benne, 15 Stahl, All. Werner Krüger                    |
| 7. | Spagna            | Spagna4 Martínez Arroyo, 5 Monsalve, 6 González, 7 Codina, 8 Lluís, 9 Auladell, 10 Rodríguez, 11 Sevillano, 12 Martínez, 13 Buscató, 14 Sainz, 15 Ramos, All. Joaquín Hernández       |
| 8. | Belgio            | Belgio4 Clément, 5 Van Huele, 6 Eygel, 7 Aerts, 8 D'Hoir, 9 Michelet, 10 Scholiers, 11 Loridon, 12 Dewandeler, 13 Van Kersschaever, 14 Ivens, 15 Dierckx, All. Roger Staes            |
| 9. | Israele           | Israele4 Cohen-Mintz, 5 Eshed, 6 Shelef, 7 Lubezki, 8 Hemmo, 9 Gutt, 10 Volodarsky, 11 Ram, 12 Ben Zeev, 13 Hoffman, 14 Hazan, 15 Zeiger, All. Yehoshua Rozin                         |
| 10. | Cecoslovacchia    | Cecoslovacchia4 Tetiva, 5 Zídek, 6 Lukášik, 7 Rylich, 8 Konvička, 9 Konečný, 10 Pražák, 11 Mifka, 12 Pištělák, 13 Bobrovský, 14 Tomášek, 15 Růžička, All. Ivan Mrázek                 |
| 11. | Romania           | Romania4 Demian, 5 Niculescu, 6 Spiridon, 7 Nedef, 8 Kiss, 9 Albu, 10 Giurgiu, 11 Nosievici, 12 C. Popescu, 13 Visner, 14 Câmpeanu, 15 Valeriu, All. Vasile Popescu                   |
| 12. | Italia            | Italia4 Zuccheri, 5 Pellanera, 6 Vatteroni, 7 Masini, 8 Velluti, 9 Vittori, 10 Albanese, 11 Frigerio, 12 Barlucchi, 13 Bufalini, 14 Rossi, 15 Cosmelli, All. Nello Paratore           |
| 13. | Francia           | Francia4 Rat, 5 Marc, 6 Bonato, 7 Degros, 8 Baltzer, 9 Caballé, 10 Goisbault, 11 Gilles, 12 Ré, 13 Audureau, 14 Baillet, 15 Lefèbvre, All. André Buffière                             |
| 14. | Finlandia         | Finlandia4 Manninen, 5 K. Liimo, 6 Lampén, 7 Laanti, 8 M. Liimo, 9 Harjula, 10 Siljola, 11 Ailus, 12 Kauppinen, 13 Pilkevaara, 14 Kuusela, 15 Vartia, All. Kalevi Tuominen            |
| 15. | Turchia           | Turchia4 Uyguç, 5 Hoşgör, 6 Kaplanoğlu, 7 Kobaner, 8 Ülkü, 9 Baturalp, 10 Salnur, 11 Dağlı, 12 Büyükaycan, 13 Esel, 14 Demir, 15 Kozluca, All. Yalçın Granit                          |
| 16. | Paesi Bassi       | Paesi Bassi4 Pelk, 5 Boot, 6 Bruin, 7 Driehuis, 8 Schagen, 9 Grosmann, 10 Franke, 11 Kok, 12 Tuinstra, 13 Schappert, 14 de Haan, 15 Witte, All. Jan Janbroers                         |

## Premi individuali
- MVP del torneo:  Emiliano Rodríguez